# قوانین هیوم روتری
قوانین هیوم روتری (به انگلیسی: Hume-Rothery rules)، به نام ویلیام هیوم روتری، مجموعه ای از قوانین اساسی است که شرایطی را که یک عنصر می‌تواند در یک فلز حل شود توصیف می‌کند و یک محلول جامد را تشکیل می‌دهد.
دو مجموعه قانون وجود دارد؛ یکی به محلولهای جامد جایگزینی و دیگری به راه حلهای جامد بینابینی اشاره دارد.
- قوانین محلول جامد جانشین
- قوانین محلول جامد بینابینی
- قوانین محلول جامد برای سیستم‌های چند جزئی

## قوانین محلول جامد جانشین
برای این محلولها، قوانین هیوم-روتری به شرح زیر است:
۱) شعاع اتمی اتمهای حلال و حل شونده نباید بیش از ۱۵٪ اختلاف داشته باشند.
1. ساختارهای بلوری حلال و حل شونده باید یکسان باشند.
2. حلالیت کامل زمانی اتفاق می‌افتد که حلال و حل شونده از ظرفیت یکسانی برخوردار باشند.

یک فلز به احتمال زیاد یک فلز با ظرفیت بالاتر را حل می‌کند.
۴) ماده حل شونده و حلال باید میزان الکترونگاتیوی یکسانی داشته باشند.
اگر اختلاف الکترونگاتیوی بسیار زیاد باشد، فلزات به جای محلولهای جامد، ترکیبات بین فلزی ایجاد می‌کنند.

## قوانین محلول جامد بینابینی
برای محلول‌های جامد بینابینی، قوانین هیوم-روتری عبارتند از:
۱) شعاع اتمهای حل شونده باید کمتر از ۵۹٪ شعاع اتمهای حلال باشد.
1. حل شونده و حلال باید الکترونگاتیوی یکسانی داشته باشند.
2. عامل والانسی: دو عنصر باید ظرفیت یکسانی داشته باشند.

هرچه اختلاف در ظرفیت بین اتمهای ماده حلال و حل شونده بیشتر باشد، میزان انحلال نیزکاهش می‌یابد.

## قوانین محلول جامد برای سیستم‌های چند جزئی
اساساً قوانین هیوم روتری محدود به سیستم‌های دوجزئی است که محلول‌های جامد جایگزینی یا میان بافتی را تشکیل می‌دهند. با این حال، این روش ارزیابی آلیاژهای پیشرفته را که معمولاً سیستم‌های چند جزئی هستند، محدود می‌کند.
نمودارهای انرژی آزاد (یا نمودارهای فازی) دانش عمیقی از محدودیت‌های تعادل در سیستم‌های پیچیده دارند. در اصل قوانین هیوم روتری و قوانین پاولینگ بر اساس محدودیت‌های هندسی است و این امر می‌تواند تولید نمودار فازی - نظری سیستم‌های چند جزئی را کاهش دهد.